# Uncharted (film)
Uncharted – amerykański film przygodowy w reżyserii Rubena Fleischera, którego premiera odbyła się 18 lutego 2022 roku. W rolach głównych wystąpili Tom Holland, Mark Wahlberg, Sophia Ali, Tati Gabrielle oraz Antonio Banderas. Bazuje na serii gier komputerowych Uncharted wyprodukowanych przez studio Naughty Dog. 
Zdjęcia kręcono w Berlinie, Barcelonie, Lloret de Mar, Alicante, Jávea, Walencji, Bostonie, Nowym Jorku oraz w Kiamba na Filipinach.

## Fabuła
Młody Nathan Drake zostaje zrekrutowany przez doświadczonego poszukiwacza skarbów Victora „Sully’ego” Sullivana do odzyskania skarbu utraconego przez portugalskiego żeglarza Ferdynanda Magellana ok. 500 lat temu. Początkowo działania bohaterów mają być zwykłym napadem, jednak przeradza się on w wyścig, w którym próbują uprzedzić bezwzględnego Moncadę, który uważa się za prawowitego spadkobiercę fortuny. Oprócz tego poszukiwacze przygód próbują także znaleźć zaginionego brata Nathana oraz uczą się współpracy.

## Obsada
| Postać | Aktor              | Polski dubbing    |
| --- | ------------------ | ----------------- |
| Nathan Drake | Tom Holland        | Jakub Gawlik      |
| Victor Sullivan | Mark Wahlberg      | Jacek Kopczyński  |
| Santiago Montanna | Antonio Banderas   | Robert Jarociński |
| Chloe Frazer | Sophia Ali         | Martyna Szymańska |
| Braddock | Tati Gabrielle     | Ewa Prus          |
| Szkot | Steven Waddington  | Zbigniew Konopka  |
| Hugo | Pingi Moli         | ?                 |
| Młody Nathan Drake | Tiernan Jones      | Paweł Szymański   |
| Młody Samuel Drake | Rudy Pankow        | ?                 |
| Gage | Pilou Asbæk        | ?                 |
| Armando Moncada | Manuel de Blas     | ?                 |
| Strażnik w muzeum | Jesús Evita        | ?                 |
| Siostra Bernadette | Georgia Goodman    | ?                 |
| Policjant | Diarmaid Murtagh   | ?                 |
| Carlos | Joseph Balderrama  | ?                 |
| Goldie | Serena Posadino    | ?                 |
| Zoe | Alana Boden        | ?                 |
| Hiszpanka | Patricia Meeden    | ?                 |
| Strażnik | Eskindir Tesfay    | ?                 |
| Licytator | Peter Seaton-Clark | ?                 |
| Hiszpańska zakonnica | Carme Capdet       | ?                 |
| Gość hotelowy | Nolan North        | ?                 |
| Niepodejrzliwy portier | Jonathan Failla    | ?                 |
| Kierowca luksusowego sedana | Anthony Thomas     | ?                 |
| Strażnik na aukcji | Robert Maaser      | ?                 |
| Barmanka w klubie | Julia Schunevitsch | ?                 |
| Barman w klubie | Alois Knapps       | ?                 |
| Boy hotelowy | Matt Barkley       | ?                 |
| Pilot helikoptera | Jimmy Hart         | ?                 |
| Drugi pilot | Brett Praed        | ?                 |
| Pilot helikoptera z Trinidadu | Carlo Kitzlinger   | ?                 |
| Młoda kobieta | Sarah Petrick      | ?                 |
| Pozostałe role w polskim dubbingu: Kamil Pruban, Piotr Bąk, Bartosz Bednarski, Maksymilian Bogumił, Bożena Furczyk, Krzysztof Grabowski, Magdalena Herman-Urbańska, Mateusz Kwiecień, Paulina Łaba - Torres, Mateusz Narloch, Marek Robaczewski, Anna Sroka-Hryń, Wojciech Stolorz. |                    |                   |